# Alegria (Cebu)
Pour les articles homonymes, voir Alegria.
Alegria est une municipalité de la province de Cebu, au sud-ouest de l'île de Cebu, aux Philippines.

## Généralités
Elle est entourée des municipalités de Malabuyoc au sud, Badian au nord, Cebu à l'est, et du détroit de Tañon à l'ouest.
Elle est administrativement constituée de 9 barangays (quartiers/districts/villages) :
- Compostela
- Guadalupe
- Legaspi
- Lepanto
- Madridejos
- Montpeller
- Poblacion
- Santa Filomena
- Valencia

Sa population en 2019 est d'environ 25 000 habitants.